# Polycarpa nigerrima
Polycarpa nigerrima är en sjöpungsart som beskrevs av Monniot 200. Polycarpa nigerrima ingår i släktet Polycarpa och familjen Styelidae. Inga underarter finns listade i Catalogue of Life.